# Kypello Kyprou 1937-1938
La Kypello Kyprou 1937-1938 fu la 4ª edizione della coppa nazionale cipriota. Vide la vittoria finale del Trast, giunto alla sua terza vittoria.

## Formula
Al torneo parteciparono le cinque squadre iscritte alla A' Katīgoria 1937-1938. Erano previsti turni a eliminazione diretta con gare di sola andata da disputare in casa di una delle due squadre, in base al sorteggio; in caso di parità nei 90 minuti erano previsti i supplementari e, in caso di perdurare della parità, la ripetizione della partita.
La finale fu disputata il 27 marzo del 1938 allo Stadio GSP di Nicosia.

## Quarti di finale
Le partite sono state giocate il 13 febbraio 1938.
| Squadra 1     | Risultato | Squadra 2    |
| ------------- | --------- | ------------ |
| APOEL         | 1 - 0     | Lefkoşa Türk |
| AEL Limassol  | -         |              |
| Arīs Limassol | -         |              |
| Trast         | -         |              |

## Semifinali
| Squadra 1    | Risultato | Squadra 2     |
| ------------ | --------- | ------------- |
| AEL Limassol | 7 - 0     | Arīs Limassol |
| Trast        | 3 - 0     | APOEL         |

## Finale
| Nicosia 27 marzo 1938 | Trast | 2 – 1 referto | AEL Limassol | Stadio GSP |